# Piaggio Skipper
Piaggio Skipper je skuter koji je talijanski proizvođač vozila Piaggio proizvodio između 1993. i 2002. godine.
Skipper je predstavljen u svibnju 1993. Međutim, budući da je ime Skipper zaštićeno zakonom o zaštitnim znakovima u Njemačkoj, vozila su se u početku nudila pod imenom SKR i sa 125 cm³, verzija od 150 cm³, predstavljena u lipnju 1993. Proizvodnja je prestala 1997. godine.
Godine 1998. pojavili su se modeli Skipper LX 125 i Skipper LXT 150. Do 1999. zrakom hlađeni jednocilindrični dvotaktni motori bili su 125 cm³ i 150 cm³ dostupnog prethodnog modela, a od 2000. godine zrakom hlađeni četverotaktni motori vodeće generacije Skipper ST sa 125 cm³ i 150 cm³.